# アルフレート・ツェルベル

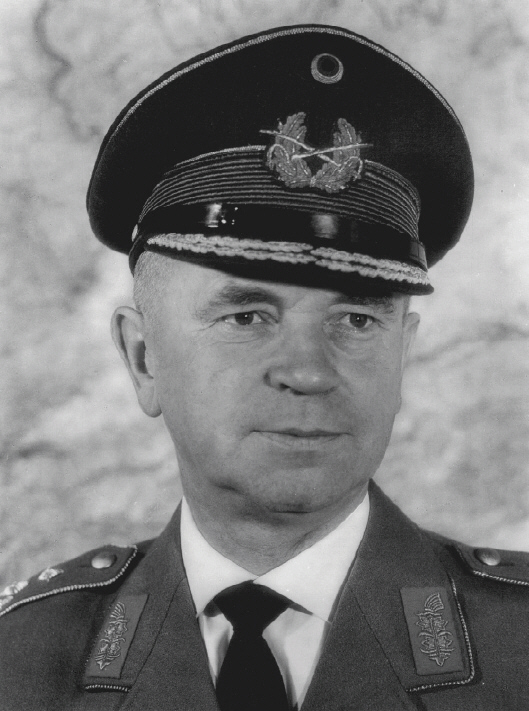
アルフレート・ツェルベル（1960年）

アルフレート・ツェルベル（Alfred Zerbel, 1904年9月8日 - 1987年12月15日）は、ドイツの軍人。ドイツ連邦軍にて陸軍総監などを歴任した。最終階級は中将(Generalleutnant)。

## 経歴

### 第二次世界大戦まで
1904年、オストリッツに生まれる。1924年、ヴァイマル共和国軍に入隊。1927年には少尉として小隊長(Zugführer)に任命され、1933年からは第10歩兵連隊内で大隊付副官(Bataillonsadjutant)を務めた。ドイツ国防軍への改組の後、1935年から1937年までは参謀将校課程(Generalstabsausbildung)の教育を受け、1940年まで陸軍総司令部(OKH)内でいくつかの役職を務めた。1942年までに少佐に昇進し、第299歩兵師団付の第1種参謀将校(Erster Generalstabsoffizier, Ia)に任命された。同師団は1941年以降、第6軍の一部として東部戦線に展開し、キエフやドンバスでの作戦に参加していた。
1942年9月4日から1943年2月16日まで、ツェルベル大佐はOKH内で陸軍参謀本部付教育総監(Chef der Ausbildungsabteilung im Generalstab des Heeres)を務めた。彼が長を務めた陸軍教育部(Heeresausbildungsabteilung)では、陸軍部隊の訓練および教育に関する諸命令に加え、秋季および特別の演習に関する指揮、予備役および民兵組織(Landwehrverbänden)の訓練に関する諸命令を司った。また新兵器の投入前に訓練内容を検討するのも教育部の任務だった。1943年2月16日から3月20日まで、中央軍集団隷下第13軍団(XIII. Armeekorps)の参謀長を務め、東部戦線で戦った。1945年2月、ドイツ十字章銀章を受章。その後は第11装甲師団付戦闘団長(Kampfgruppenführer)を務める。1945年5月5日、ロートリンゲンにて第11師団長ヴェント・フォン・ヴィータースハイム中将の元、師団残余と共にアメリカ軍に投降した。ツェルベルは1948年まで捕虜として収監されていた。

### 敗戦後
非ナチ化の後、ツェルベルはアメリカ陸軍歴史部(Historical Division)付作戦記録（ドイツ）部(Operational History (German) Section)に参加した。歴史部にはツェルベルの他にも大勢の旧軍将校が勤務しており、彼らはドイツ連邦軍の創設にあわせて次々と現役復帰を果たしていった。

### 連邦軍
1956年、ツェルベルは大佐(Oberst)の階級で復帰し、第4軍管区(Wehrbereich IV)の受理事務局長(Leiters der Annahmestelle)に就任した。1956年9月から1958年3月まで第5装甲師団長補を務め、その後新設の第3軍団副司令を務める。1958年6月1日から1960年2月10日まで、少将(Generalmajor)として第2擲弾兵師団長を務める。同師団は当初ギーセンに司令部を設置していたが、1959年4月1日の再編成でマールブルクへ移動しており、また部隊名も第2装甲擲弾兵師団(2. Panzergrenadierdivision)に変更されている。
1959年4月16日、ツェルベルは中将(Generalleutnant)に昇進すると共に陸軍総監に就任した。1964年9月30日、退役。
1987年12月15日、死去。